# Синдром подключичного обкрадывания
Синдром подключичного обкрадывания (феномен подключичного обкрадывания, подключичный синдром) — комплекс симптомов, обусловленный компенсаторным ретроградным током крови в позвоночной или внутренней грудной артерии вследствие окклюзии проксимального отдела подключичной артерии.

## Патофизиология
Окклюзия проксимального отдела подключичной артерии может развиваться вследствие атеросклероза, неспецифического или специфического (сифилитического) артериита, артериита Такаясу, внесосудистых или сосудистых аномалий развития (шейные рёбра, синдром передней лестничной мышцы, смещение устьев артерий и др.). На фоне окклюзии из-за патологического градиента артериального давления развивается ретроградный ток крови в дистальный отдел подключичной артерии из системы вилизиева круга (посредством правой или левой позвоночной артерии — «позвоночно-подключичное обкрадывание»). В результате этого, кровоток в артериях головного мозга оказывается сниженным, что приводит к церебральной ишемии вплоть до транзиторной ишемической атаки.
В случае перенесенного маммарно-коронарного шунтирования возможно развитие коронарно-подключичного обкрадывания с развитием ишемии миокарда.
Также у пациентов с перенесенным коронарным шунтированием возможно развитие сочетанного коронарно-подключичного и позвоночно-подключичного обкрадывания.

## Клиническая картина
- головокружение;
- синкопальные состояния, ТИА;
- неврологический дефицит (ухудшение зрения, гемианопсия, атаксия, дизартрия)[3];
- мышечная слабость в конечности на стороне поражения, быстрая утомляемость, нарушение чувствительности[3];
- отсутствие или ослабление пульса на стороне поражения;
- разница в артериальном давлении на верхних конечностях более 20 мм рт.ст.

## Диагностика
- Измерение артериального давления на обеих верхних конечностях
- Артериография дуги аорты и позвоночных артерий[4]
- Доплерография
- КТ-ангиография
- МРТ[3]

## Лечение
- оперативное вмешательство - шунтирование
- эндоваскулярное вмешательство: ангиопластика +/- стентирование[3]